# Jean-Luc Bélanger
Pour les articles homonymes, voir Bélanger.
Jean-Luc Bélanger, canadien, est originaire de Dalhousie, au Nouveau-Brunswick. Surnommé le « père des Jeux de l'Acadie », il a mis sur pied cet événement annuel réunissant plus de 5 000 participants. Il s'est aussi impliqué dans des organismes sportifs et de charité au niveau régional et provincial. Il est fait membre de l'ordre du Canada en 1992.
Jean-Luc Bélanger est une personne très importante dans l’évolution du sport en Acadie, autant pour les jeunes que pour les aînés. Comme jeune francophone dans les années 1950, il n’y avait pas de gymnase et d’éducation physique à l’école. Il a donc pratiqué le baseball comme sport durant sa jeunesse, un sport peu coûteux, puisque l’argent pour les sports allait surtout aux écoles anglophones. M. Bélanger a beaucoup d’expérience comme éducateur, organisateur, rassembleur et autre. Il a été enseignant d’éducation physique, titulaire de classe et ensuite de 1959 à 1970 directeur d’école. 
En 1979, partout en Acadie, des activités étaient organisées afin de souligner le 375e anniversaire de l’Acadie. C’est d’où il démarra l’idée d’organiser un grand ralliement sportif pour la jeunesse francophone. Ce premier ralliement eut lieu à Moncton au Nouveau-Brunswick du 29 août au 1er septembre. 
En 2002, il a reçu la médaille Léger-Comeau. Celle-ci est la plus haute distinction offerte par la Société Nationale de l’Acadie. Par la suite, il est devenu président de l’Association francophone des aînés du Nouveau-Brunswick de 2004 à 2008. Il n’en est pas arrêté là. M. Bélanger a ensuite monté d’un cran pour en devenir le directeur général, le poste qu’il occupe pendant 9 années. 
De plus, il a commencé à écrire ses mémoires par rapport à de tous ces accomplissements.